# Automeris melmon
Automeris melmon är en fjärilsart som beskrevs av Dyar 1912. Automeris melmon ingår i släktet Automeris och familjen påfågelsspinnare. Inga underarter finns listade i Catalogue of Life.